# Cambarellus montezumae
Cambarellus montezumae е вид ракообразно от семейство Cambaridae. Видът не е застрашен от изчезване.

## Разпространение и местообитание
Разпространен е в Мексико (Пуебла и Халиско).
Обитава сладководни басейни и реки.

## Описание
Популацията на вида е стабилна.